# Josef Siegers (Jurist)
Josef Siegers (* 22. August 1936 in Boslar bei Jülich) ist ein deutscher Verbandsjurist.

## Leben
Nach dem Abitur 1956 am altsprachlichen Gymnasium in Jülich studierte Siegers Rechtswissenschaften an den Universitäten Marburg und Köln, wo er 1960 das erste juristische Staatsexamen ablegte. Während des Studiums war er Stipendiat der Studienstiftung des deutschen Volkes und des Cusanuswerkes. 1961 promovierte er mit einer rechtsphilosophischen Arbeit bei Ernst von Hippel in Köln. Das juristische Referendariat in Köln beendete er 1965 mit der zweiten juristischen Staatsprüfung.
Nach einer einjährigen Tätigkeit als Gerichtsassessor am Landgericht Köln wurde Siegers im Oktober 1966 zum Regierungsassessor im Bundesarbeitsministerium ernannt. 1968 war er ein Jahr lang als Rechtsanwalt in der Anwaltskanzlei Ellscheid, Nussbaum, Hirtz in Köln tätig. Anfang 1969 kehrte er in das Bundesarbeitsministerium zurück und arbeitete dort in dem Grundsatzreferat für das damals entstehende Arbeitsförderungsgesetz (AFG), zunächst als wissenschaftlicher Mitarbeiter und dann ab 1972 als Referatsleiter, zuletzt als Ministerialrat. In dieser Zeit war er zuständig für die Fortentwicklung des AFG und seine spätere Überführung in das Sozialgesetzbuch. Im Jahre 1977 wurde er zum Vizepräsidenten des Landesarbeitsamtes Niedersachsen-Bremen ernannt.
Anfang 1980 wechselte er in die Bundesvereinigung der Deutschen Arbeitgeberverbände (BDA) und übernahm dort die Leitung der arbeitsmarktpolitischen Abteilung. Zu seiner Hauptaufgabe gehörte es, im Vorstand der Bundesanstalt für Arbeit und dessen zahlreichen Ausschüssen die arbeitsmarktpolitischen Interessen der deutschen Arbeitgeber zu vertreten, ab 1990 im Wechsel mit dem jeweiligen Vertreter des Deutschen Gewerkschaftsbundes als alternierender Vorsitzender des Vorstandes. Mit dieser Funktion war die – z. T. leitende – Mitgliedschaft in verschiedenen Organisationen verbunden, so z. B. im Vorstand des Sozialrechtsverbandes, im Kuratorium der Carl-Duisberg-Gesellschaft und in der Mitgliederversammlung der Bundesarbeitsgemeinschaft für Rehabilitation (BAR).
Im September 1982 wurde er als Rechtsanwalt zugelassen.
Anfang 1991 wurde Siegers zum Mitglied der Hauptgeschäftsführung der BDA berufen. Dabei übernahm er zusätzlich zu der arbeitsmarktpolitischen Abteilung noch die Leitung der bildungspolitischen und der internationalen Abteilung der BDA. Auch hieraus folgten wieder Mitgliedschaften und leitende Funktionen in entsprechenden internationalen und nationalen Organisationen. Hervorzuheben sind: der Verwaltungsrat der „Stiftung für wirtschaftliche Entwicklung und berufliche Qualifizierung“ (SEQUA), der Stiftungsrat der „Foundation for International Business Administration Accreditation“ (FIBAA), die Funktion als vice chairman der „Business and Industry Advisory Committee“ (BIAC), der Vertretung der internationalen Wirtschaft bei der OECD, sowie die Vertretung der BDA in Business Europe, der europäischen Vereinigung der nationalen Wirtschaftsorganisationen in Brüssel.
Im September 1992 wurde ihm von Bundesarbeitsminister Blüm das Bundesverdienstkreuz 1. Klasse überreicht.
Während seiner langjährigen Tätigkeit in den Bereichen Arbeitsmarkt- und Bildungspolitik hat Siegers verschiedene Initiativen gestartet oder maßgeblich mit gestaltet. So hat er in den 1990er Jahren zusammen mit Hans-Jürgen Brackmann, dem damaligen Leiter der bildungspolitischen BDA-Abteilung und späteren Generalsekretär, die Stiftung der Deutschen Wirtschaft (sdw) gegründet und als erster Vorstandsvorsitzender aufgebaut. Im Jahre 1999 hat er den Verein MINT-EC gegründet, der durch die Förderung ausgewählter Gymnasien dem Nachwuchsmangel in den MINT-Fächern entgegenwirken soll. Vorstand und Geschäftsführung haben in der Folgezeit das nationale Excellence-Schulnetzwerk MINT-EC aufgebaut. Das Akronym MINT (Mathematik, Informatik, Naturwissenschaften, Technik) hat Siegers 1999 in die bildungspolitische Diskussion eingeführt. Anlässlich einer Zusammenkunft der Deutschen Hochschullehrer-Konferenz mit den Präsidenten der ost- und südosteuropäischen Universitäten Anfang der 1990er Jahre in Dresden hat er vorgeschlagen, nach dem Modell des Senior-Experten-Service (SES) der deutschen Wirtschaft emeritierte westdeutsche Professoren an die dortigen Universitäten zu entsenden. Ziel war es, den von den osteuropäischen Präsidenten beklagten Mangel an Lehrkräften in den modernen bürgerlichen Fächern zu beheben. Hieraus ist das heute weltweit aktive Johann-Gottfried-Herder-Programm für Professoren im Ruhestand des DAAD hervorgegangen.
Im Sommer 2000 ist Siegers aus seiner Tätigkeit bei der BDA und den damit verbundenen Funktionen ausgeschieden. Siegers ist seit 1992 aktiver Herausgeber des „Handbuches für Aus- und Weiterbildung“ von Kreklau-Siegers.